# Karl Sudrich
Karl Sudrich (ur. 7 października 1895 w Hodschein, zm. 18 września 1944 na Węgrzech) – austriacki oficer i szermierz, brązowy medalista mistrzostw świata.
Podczas mistrzostw świata w Wiedniu w 1931 roku (oficjalnie zawody tego cyklu rozgrywane są pod tą nazwą dopiero od 1937) Austriacy w składzie: Ernst Baylon, Richard Brünner, Kurt Ettinger, Karl Hanisch, Hans Lion i Karl Sudrich zdobyli brązowy medal we florecie drużynowym.
Na igrzyskach olimpijskich w Berlinie w 1936 roku był piąty w szabli drużynowej, a indywidualnie dotarł do ćwierćfinałów. Startował tam również we florecie, drużynowo zajmując czwarte miejsce, a indywidualnie odpadając w drugiej rundzie. 
W czasie II wojny światowej walczył w szeregach Wehrmachtu w stopniu pułkownika. Zmarł w 1944 w wyniku odniesionych ran. 